# إيرل فان ديك
إيرل فـان ديك (بالإنجليزية: Earl Van Dyke)‏ هو موسيقي وعازف بيانو أمريكي، ولد في 8 يوليو 1930 في ديترويت في الولايات المتحدة، وتوفي بنفس المكان في 18 سبتمبر 1992 بسبب سرطان البروستاتا.

## وصلات خارجية
- إيرل فـان ديك على موقع IMDb (الإنجليزية)
- إيرل فـان ديك على موقع ميوزك برينز (الإنجليزية)
- إيرل فـان ديك على موقع ديسكوغز (الإنجليزية)